# Route nationale 225
Pour les articles homonymes, voir Route nationale 225 (homonymie).
La RN 225 constitue le prolongement de l'A25 à partir de Socx jusqu'au croisement avec l'A16 au niveau de Dunkerque. Tout comme l'A25, la RN 225 est du ressort de la Direction interdépartementale des Routes Nord.
Cette voie express est à 2x2 voies et comporte 4 échangeurs (de  17 à  20). La numérotation est, en fait, la suite de celle de l'A25.
Auparavant, la RN 225 continuait au-delà de l'échangeur avec l'A16 mais, à la suite de la réforme de 2005, elle a perdu sa section au nord de l'A16 qui a été déclassée en RD 625.